# تپه زلزله والاشان
تپه زلزله والاشان مربوط به عصر آهن است و در شهرستان بروجرد، بخش مرکزی، دهستان همت‌آباد، روستای والاشان واقع شده و این اثر در تاریخ ۲۲ اسفند ۱۳۸۵ با شمارهٔ ثبت ۱۸۲۱۸ به‌عنوان یکی از آثار ملی ایران به ثبت رسیده است.